# Colapso gravitacional

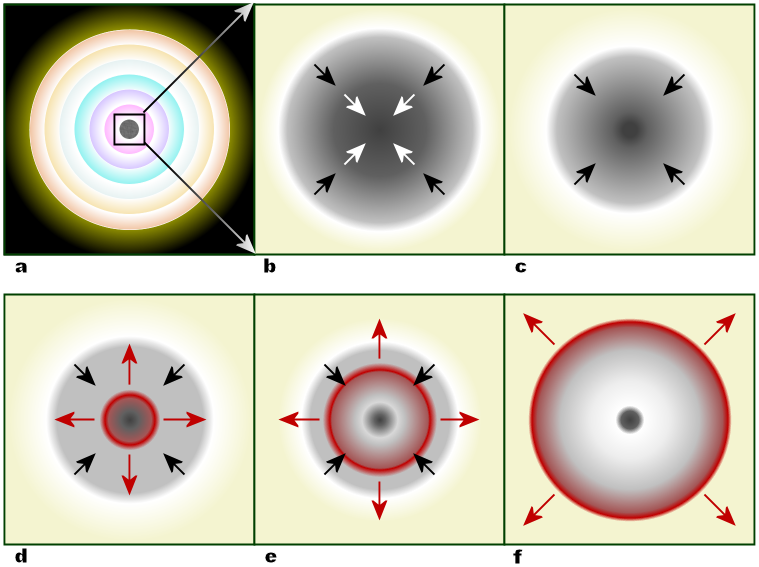
Colapso gravitacional de uma estrela massiva.

O colapso gravitacional é um fenômeno de contração de um corpo celeste sobre si mesmo, causado pela forte gravidade. Ocorre quando todas as outras forças ativas internamente não conseguem mais manter uma pressão suficientemente alta para conter o acúmulo de matéria em equilíbrio hidrostático. Assim a imensa pressão da gravidade vence a pressão interna e toda a matéria desmorona em direção ao centro do corpo celeste.
O colapso gravitacional é um fenômeno muito importante para a astrofísica, pois ele determina como e quando estruturas e corpos celestes de vários tipos são formados no universo, tais como: aglomerados de galáxias, aglomerados de estrelas, estrelas de diferentes tipos e planetas.

## Eventos contíguos
A distribuição original da matéria no universo se desenvolve ao longo do tempo e, eventualmente, colapsa em diversas formas. As partes em colapso podem estar na forma de gás, partículas, poeira, moléculas, átomos, elétrons, núcleos atômicos ou nêutrons. Esse material pode dar origem a uma hierarquia de estruturas e objetos celestes, tais como: aglomerados de galáxias, galáxias, aglomerados de estrelas, estrelas de diferentes tipos e até mesmo planetas.
No caso das estrelas, é a energia produzida pela fusão nuclear que mantém a estabilidade do corpo celeste. A pressão interna impede a gravidade de contrair todo o material para o centro da estrela. Porém, após milhões ou bilhões de anos, quando todo o combustível nuclear já tiver sido consumido, a força da gravidade vence essa pressão e ocorre, então, o colapso gravitacional da estrela, que se contrai fortemente em um processo extremamente rápido e violento. Essa contração gera uma grande explosão — fenômeno denominado supernova. Teorias recentes indicam que a explosão de uma estrela causada pelo colapso gravitacional do núcleo decorre de instabilidades no material junto do próprio núcleo, que provocam uma agitação anormal na matéria em seu interior. Essa agitação amplifica enormemente as instabilidades, num ciclo de retroalimentação desses processos, até se formar uma violentíssima onda de choque que se propaga do centro até à superfície da estrela, destruindo-a em uma colossal explosão. Essa explosão da supernova dá origem a outro corpo celeste — que pode ser outro tipo de estrela como uma anã branca, uma estrela de nêutrons ou até mesmo um buraco negro.
No caso dos planetas, como as massas envolvidas são muito menores em relação às das estrelas, são as forças eletromagnéticas existentes nas partículas que impedem o colapso desse tipo de corpo celeste. 

## Restos estelares
O colapso gravitacional produz densidades de material suficientemente extremas para desencadear a destruição das estrelas, através do processo denominado 'morte da estrela' (quando uma estrela esgota seu suprimento de combustível). Nesse caso, ela sofrerá uma contração que só poderá ser interrompida se esse astro atingir um novo estado de equilíbrio, na forma de uma nova estrela ou, quando colapsa indefinidamente até formar uma singularidade, um buraco negro. Dependendo da massa durante sua vida útil, esses remanescentes estelares podem assumir uma das três formas:
- Anãs brancas, nas quais a gravidade se opõe à pressão de degeneração dos elétrons.
- Estrelas de nêutrons, nas quais a gravidade é equilibrada pela pressão de degeneração de nêutrons e interações nêutron-nêutron repulsivas de curto alcance mediadas pela força forte.
- Buraco negro, no qual não há força forte o suficiente para resistir ao colapso estelar.

### Anã branca
O colapso do núcleo estelar para uma anã branca ocorre ao longo de dezenas de milhares de anos, enquanto a estrela explode seu envelope externo para formar uma nebulosa planetária. Se tiver uma estrela companheira, um objeto do tamanho de uma anã branca pode acumular matéria da estrela companheira. Antes de atingir o limite de Chandrasekhar (cerca de uma vez e meia a massa do nosso Sol, ponto em que o colapso gravitacional começaria novamente), o aumento da densidade e da temperatura dentro de uma anã branca carbono-oxigênio inicia uma nova rodada de fusão nuclear, que não é regulado porque o peso da estrela é suportado pela degeneração em vez da pressão térmica, permitindo que a temperatura suba exponencialmente. Finalmente, a detonação descontrolada de carbono resultante explode completamente a estrela em uma supernova do tipo Ia.

### Estrela de nêutrons
As estrelas de nêutrons são formadas pelo colapso gravitacional dos núcleos de estrelas maiores e são o remanescente dos tipos de supernovas Ib, Ic e II. Espera-se que as estrelas de nêutrons tenham uma "atmosfera" de matéria normal da ordem de um milímetro de espessura, sob a qual são compostas quase inteiramente de nêutrons compactados (popularmente chamados de "neutrônio") com uma leve camada de elétrons e prótons livres misturados. Essa matéria de nêutrons degenerada tem uma densidade altíssima. A aparência de estrelas compostas de matéria exótica e sua estrutura interna em camadas não é clara, pois qualquer equação proposta de estado de matéria degenerada é altamente especulativa. Outras formas de matéria degenerada hipotética podem ser possíveis, e as estrelas de quarks resultantes, estrelas estranhas (um tipo de estrela de quarks) e estrelas de preons, se existirem, seriam, na maioria das vezes, indistinguíveis de uma estrela de nêutrons, caso em que a matéria exótica estaria escondida sob uma crosta de nêutrons degenerados "comuns".

### Buracos negros
De acordo com a teoria de Einstein, para estrelas ainda maiores, acima do limite de Landau-Oppenheimer-Volkoff, também conhecido como limite de Tolman-Oppenheimer-Volkoff (aproximadamente o dobro da massa do nosso Sol), nenhuma forma conhecida de matéria pode fornecer a força necessária para se opor à gravidade em um novo equilíbrio dinâmico. Assim, o colapso continua e não há força conhecida que possa detê-lo. Uma vez que um corpo colapsa dentro de seu raio de Schwarzschild, ele forma o que é chamado de buraco negro, ou seja, uma região do espaço-tempo da qual nem mesmo a luz pode escapar. 
Segue-se da relatividade geral e do teorema de Roger Penrose que a formação subsequente de algum tipo de singularidade é inevitável. No entanto, de acordo com a hipótese de censura cósmica de Penrose, a singularidade será confinada dentro do horizonte de eventos que delimita o buraco negro, de modo que a região do espaço-tempo externa ainda terá uma geometria usual, com curvatura forte mas finita, que se espera evoluir para uma forma bastante simples, descritível pela histórica métrica de Schwarzschild no limite esférico e pela métrica de Kerr, mais recentemente descoberta, se o momento angular estiver presente. Por outro lado, a natureza do tipo de singularidade esperada dentro de um buraco negro permanece bastante controversa. De acordo com teorias baseadas na mecânica quântica, em um estágio posterior, o objeto em colapso atingirá a densidade de energia máxima possível para um determinado volume de espaço ou a densidade de Planck (já que não há nada que possa detê-lo). Este é o ponto em que foi levantada a hipótese de que as leis conhecidas da gravidade deixam de ser válidas.